# Wilcze Rojsty
Wilcze Rojsty, Wiłkorojście (lit. Vilkaraistis) – wieś na Litwie, w okręgu wileńskim, w rejonie wileńskim, w gminie Niemenczyn, przy drodze krajowej 102. Graniczy z Niemenczynem.
Współcześnie w skład miejscowości wchodzi dawny zaścianek Wiłkorojście (lit. Vilkaraisčiai) oraz dawna gajówka Wilcze Rojsty (w źródłach także pod tożsamą z zaściankiem nazwą Wiłkorojście; lit. Vilkaraistis).

## Historia
W XIX i w początkach XX w. zaścianek Wiłkorojście położony był w Rosji, w guberni wileńskiej, w powiecie wileńskim, w gminie Niemenczyn. Po I wojnie światowej pod administracją polską, w Zarządzie Cywilnym Ziem Wschodnich. W latach 1920–1922 w składzie Litwy Środkowej.
Od 11 kwietnia 1922 Wiłkorojście i Wilcze Rojsty leżały w Polsce, w województwie wileńskim, w powiecie wileńsko-trockim, w gminie Niemenczyn. W 1931 miejscowości liczyły:
- gajówka Wilcze Rojsty – 5 mieszkańców, zamieszkałych w 1 budynku,
- zaścianek Wiłkorojście – 29 mieszkańców, zamieszkałych w 6 budynkach[4].

Po II wojnie światowej w granicach Związku Sowieckiego. Od 1991 na niepodległej Litwie.